# Euproserpinus
Euproserpinus este un gen de molii din familia Sphingidae. 

## Specii
- Euproserpinus euterpe Edwards, 1888
- Euproserpinus phaeton Grote & Robinson, 1865
- Euproserpinus wiesti Sperry, 1939